# Episodi di The Inside
La prima e unica stagione della serie televisiva The Inside è stata trasmessa negli Stati Uniti; i primi 6 episodi sono andati in onda dall'8 giugno al 13 luglio 2005 su Fox; i restanti sono stati trasmessi dal canale britannico ITV4 a partire dal 10 marzo 2006 fino al 14 aprile 2006.
In Italia la stagione è andata in onda dal 10 maggio al 27 luglio 2007 su Italia 1.
| nº | Titolo originale   | Titolo italiano           | Prima TV USA   | Prima TV Italia |
| -- | ------------------ | ------------------------- | -------------- | --------------- |
| 1  | New Girl in Town   | Incubi remoti             | 8 giugno 2005  | 10 maggio 2007  |
| 2  | Old Wounds         | Il passato incancellabile | 15 giugno 2005 | 17 maggio 2007  |
| 3  | Pre-Filer          | Il pre-giustiziere        | 22 giugno 2005 | 23 maggio 2007  |
| 4  | Everything Nice    | La piscina della morte    | 29 giugno 2005 | 24 maggio 2007  |
| 5  | Loneliest Number   | Suicidi sospetti          | 6 luglio 2005  | 31 maggio 2007  |
| 6  | Thief of Hearts    | Ladro di cuori            | 6 luglio 2005  | 7 giugno 2007   |
| 7  | Declawed           | Caccia ai demoni          | 13 luglio 2005 | 15 giugno 2007  |
| 8  | Aidan              | Trauma                    | 10 marzo 2006  | 21 giugno 2007  |
| 9  | Little Girl Lost   | La bambina sperduta       | 17 marzo 2006  | 29 giugno 2007  |
| 10 | The Perfect Couple | Sintonia perfetta         | 24 marzo 2006  | 6 luglio 2007   |
| 11 | Point of Origin    | Incendi dolosi            | 31 marzo 2006  | 13 luglio 2007  |
| 12 | Gem                | La Star                   | 7 aprile 2006  | 20 luglio 2007  |
| 13 | Skin and Bone      | La trappola               | 14 aprile 2006 | 27 luglio 2007  |